# ヤン・デ・フィスヘル
ヤン・デ・フィスヘル（Jan de Visscher または Johannes de Visscher、Johannes Visscher　とも、1633年から1636年の生まれ、1692年から1712年の間に没）は、オランダの版画家、画家である。

## 略歴
ハールレムに生まれた。版画制作の仕事をする一族の出身で、兄に版画家のコルネリス・デ・フィスヘル(Cornelis de Visscher II: 1628/1629-1658)とランベルト・デ・フィスヘル(Lambert de Visscher:c.1633-1690/1710)がいる.。生涯については殆ど知られていないが、1692年に56歳でアムステルダムに住んでいた記録が伝えられていることから1636年頃の生まれであったとされている。1658年10月にアムステルダムで不動産業者のアドリアーン・ヘンドリックスゾーン・デ・ウェース(Adriaen Hendricksz. de Wees)の娘と結婚した。18世紀初めのアルノルト・ホウブラーケンの著書によれば1690年から、風景画家のミヒール・カルレー(Michiel Carree: 1657–1727) から油絵を学び、その後は画家として活動したとされるがフィスヘル作の油絵は1点しか残されていない。1692年以降にはフィスヘルに関する記録は残っていないが、ホウブラーケンが伝記を書いた1712年には亡くなっていたとされている。
版画作品は150点余りが残されていて、15点ほどが自らの原画によるもので、その他にニコラース・ベルヘム(1620-1683)やアドリアーン・ブラウエル(1805-16386)、アドリアーン・ファン・オスターデ(1610-1685)、ヤン・ファン・ホーイェン(1596-1656)といった画家の原画をもとに版画を制作した。兄のコルネリス・デ・フィスヘルの原画による作品もある。

## 作品

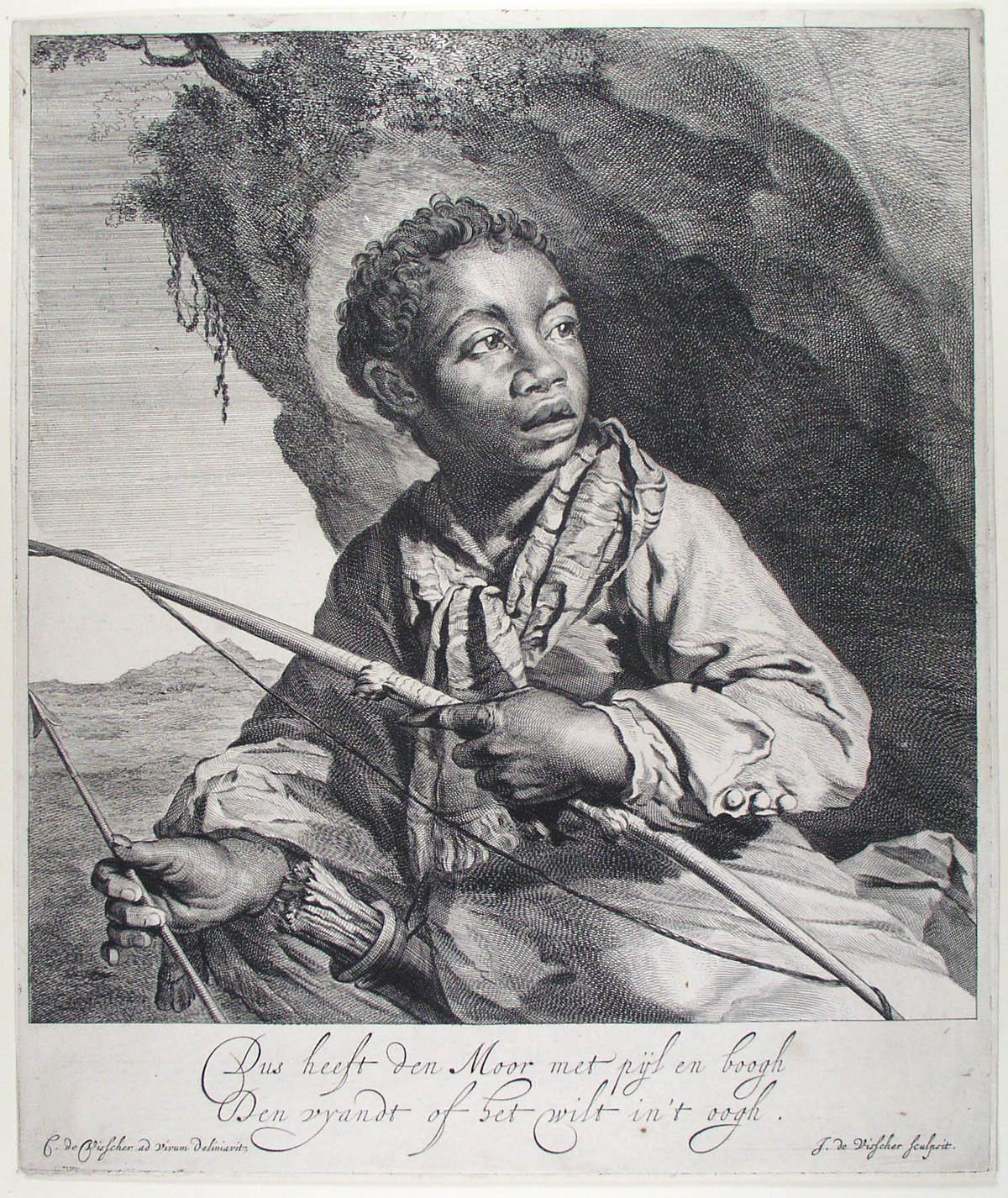
ムーア人、コルネリス・デ・フィスヘルの原画による版画
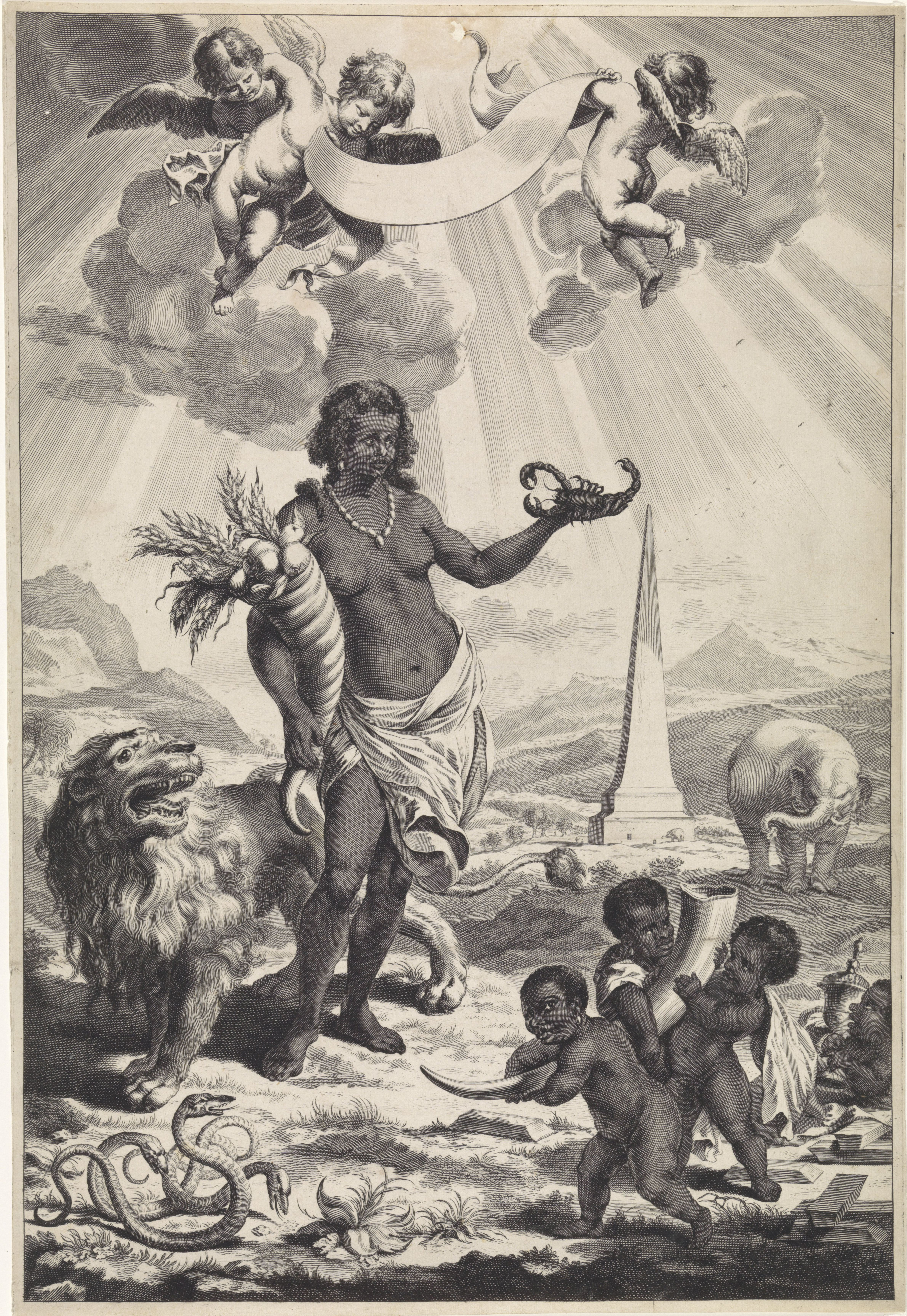
アフリカの寓意画、コルネリス・デ・フィスヘルの原画による版画
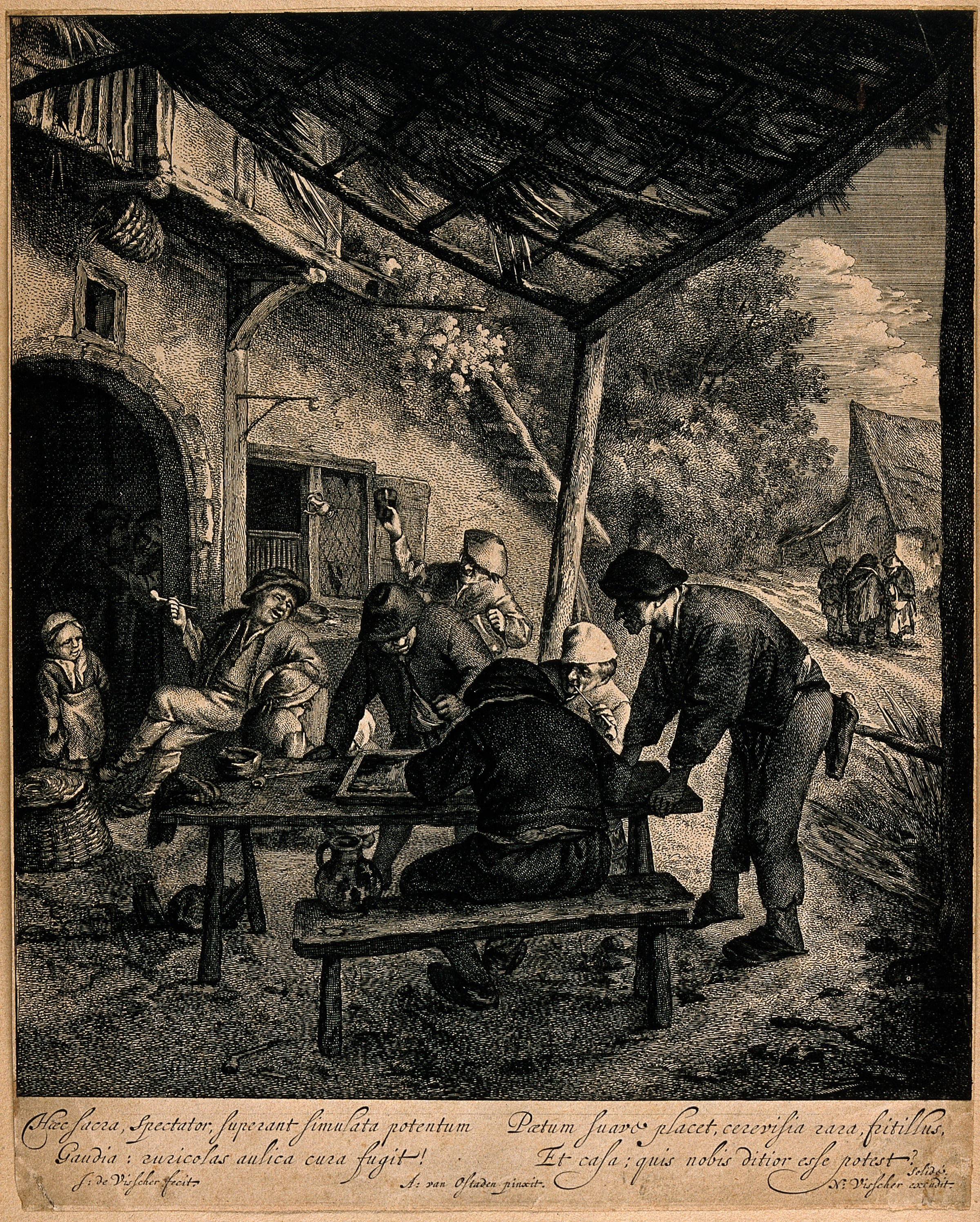
戸外でバックギャモンで遊ぶ男たち、アドリアーン・ファン・オスターデの原画による
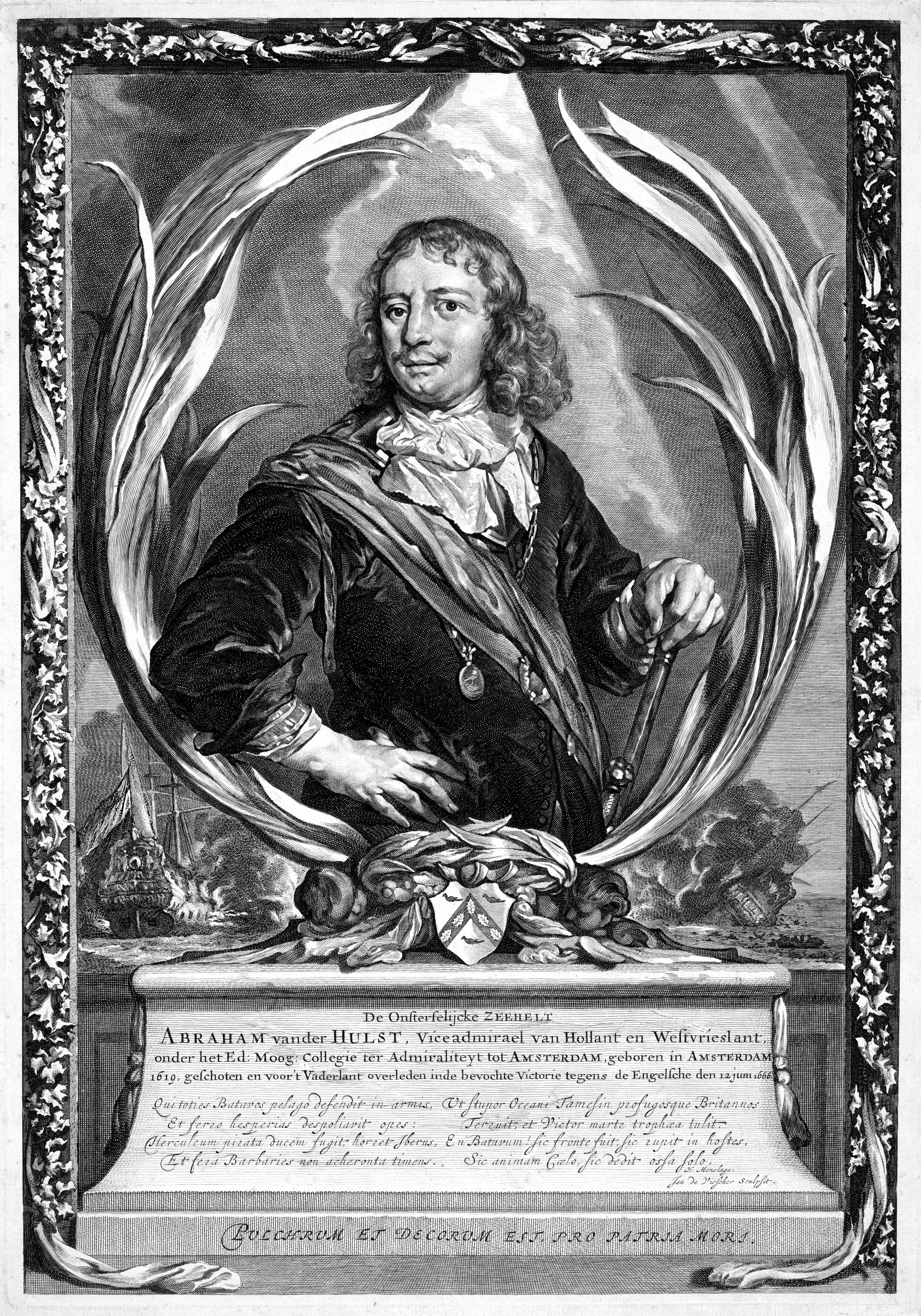
Abraham van der Hulst（海軍提督）の肖像版画